# Lutdammen
Lutdammen är en sjö i Turbo, Hedemora kommun i Dalarna och ingår i Dalälvens huvudavrinningsområde. Dammen, som använts av Turbo bruk (1618–1889) och Turbo sulfitfabrik (1889–1970) avvattnas av vattendraget Lustån (Fiskbäcksån) som en liten bit nedströms når sjön Botan.

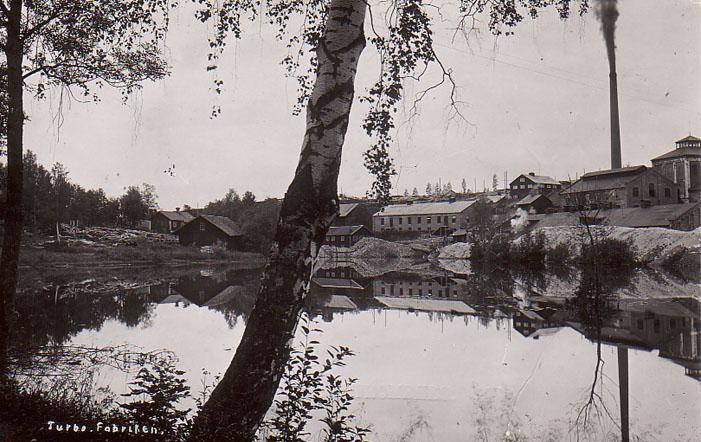
Turbo sulfitfabrik, 1920-tal.